# Ronde van Asturië 2017
De 60e editie van de Ronde van Asturië vond in 2017 plaats van 29 april tot 1 mei. De start was in Oviedo, evenals de finish. De ronde maakte deel uit van de UCI Europe Tour 2017, in de categorie 2.1. In 2016 won de Brit Hugh Carthy. Deze editie werd gewonnen door de Spanjaard Raúl Alarcón.

## Etappe-overzicht
| etappe | datum    | start             | finish         | afstand  | winnaar        | klassementsleider |
| ------ | -------- | ----------------- | -------------- | -------- | -------------- | ----------------- |
| 1e     | 29 april | Oviedo            | Pola de Lena   | 169,2 km | Weimar Roldán  | Weimar Roldán     |
| 2e     | 30 april | Ribera de Arriba  | Alto del Acebo | 177 km   | Nairo Quintana | Raúl Alarcón      |
| 3e     | 1 mei    | Cangas del Narcea | Oviedo         | 120 km   | Raúl Alarcón   | Raúl Alarcón      |

## Eindklassementen
| Plaats      | Naam             | Ploeg                  | Tijd      |
| ----------- | ---------------- | ---------------------- | --------- |
| Blauwe trui | Raúl Alarcón     | W52-FC Porto           | 12u20'42" |
| 2           | Nairo Quintana   | Movistar Team          | + 32"     |
| 3           | Óscar Sevilla    | Medellín               | + 1'07"   |
| 4           | João Benta       | Rádio Popular-Boavista | z.t.      |
| 5           | Alejandro Marque | Sporting-Tavira        | + 1'40"   |
| 6           | Sergio Pardilla  | Caja Rural-Seguros RGA | + 1'42"   |
| 7           | Ricardo Mestre   | W52-FC Porto           | + 1'50"   |
| 8           | Ricardo Vilela   | Manzana Postobón Team  | + 2'10"   |
| 9           | Joaquim Silva    | W52-FC Porto           | + 2'17"   |
| 10          | Hernán Aguirre   | Manzana Postobón Team  | + 2'46"   |

| Plaats    | Naam           | Ploeg         | Punten |
| --------- | -------------- | ------------- | ------ |
| Rode trui | Raúl Alarcón   | W52-FC Porto  | 65     |
| 2         | Óscar Sevilla  | Medellín      | 45     |
| 3         | Nairo Quintana | Movistar Team | 39     |

| Plaats      | Naam               | Ploeg                  | Punten |
| ----------- | ------------------ | ---------------------- | ------ |
| Groene trui | Hernán Aguirre     | Manzana Postobón Team  | 21     |
| 2           | Raúl Alarcón       | W52-FC Porto           | 16     |
| 3           | Domingos Gonçalves | Rádio Popular-Boavista | 12     |

1925 · 1926 · 1927 · 1928 · 1929-1946 · 1947 · 1948 · 1949 · 1950 · 1951 · 1952 · 1953 · 1954 · 1955 · 1956 · 1957 · 1958-1967 · 1968 · 1969 · 1970 · 1971 · 1972 · 1973 · 1974 · 1975 · 1976 · 1977 · 1978 · 1979 · 1980 · 1981 · 1982 · 1983 · 1984 · 1985 · 1986 · 1987 · 1988 · 1989 · 1990 · 1991 · 1992 · 1993 · 1994 · 1995 · 1996 · 1997 · 1998 · 1999 · 2000 · 2001 · 2002 · 2003 · 2004 · 2005 · 2006 · 2007 · 2008 · 2009 · 2010 · 2011 · 2012 · 2013 · 2014 · 2015 · 2016 · 2017 . 2018 · 2019 · 2020 · 2021 · 2022 · 2023 · 2024